# Agalychnis saltator
Az Agalychnis saltator a kétéltűek (Amphibia) osztályának békák (Anura) rendjébe és a levelibéka-félék (Hylidae) családjába tartozó faj.

## Előfordulása
A faj egyedei Costa Ricában, Hondurasban és Nicaraguában élnek. Természetes élőhelye a trópusi vagy szubtrópusi síkvidéki erdők és folyók, trópusi vagy szubtrópusi mocsarak, időszakos édesvízű lápok. A fajt élőhelyének elvesztése fenyegeti.